# Антонюк Іван
Антонюк Іван — український громадський діяч у Владивостоці. Секретар Українського гуртка у Владивостоці (1913), член правління місцевого Товариства народних читань (1915), член Владивостоцької організації РСДРП. Один із організаторів та активний член Владивостоцької організації УСДРП, у серпні 1917 року — секретар тимчасового організаційного комітету УСДРП у Владивостоці. У вересні 1917 року — член комісії з реорганізації Владивостоцької Української Громади від УСДРП. До 18 березня 1918 року — голова ревізійної комісії Владивостоцького українського товариства «Просвіта», в березні 1918 року повернувся в Україну.